# غريغ مورتون
غريغ مورتون (بالإنجليزية: Greg Morton)‏ هو لاعب كرة قدم أمريكية أمريكي، ولد في 8 أكتوبر 1953 في آكرون في الولايات المتحدة.